# Margaret Yorke
Pour les articles homonymes, voir Yorke.
Margaret Yorke, née Margaret Nicholson Larminie le 30 janvier 1924 à Compton dans le Surrey et morte le 17 novembre 2012 à Long Crendon dans le Buckinghamshire, est une écrivaine britannique de roman policier.

## Biographie
Elle a changé son nom en Yorke pour éviter la confusion des lecteurs avec un membre de la famille du même nom, aussi écrivaine.
Née dans le Surrey, elle a vécu jusqu'en 1937 à Dublin. Au cours de la Seconde Guerre mondiale, elle a servi de chauffeur au Woman's Royal Naval Service. Elle devient ensuite la première femme à travailler dans une bibliothèque de Christchurch à Oxford.  Elle est ensuite libraire à Londres et mène une campagne pour le droit au prêt public.  Pendant un mandat d'un an (1979-1980), elle est présidente de la Crime Writers' Association.
Ses livres sont publiés depuis 1957, et elle s'est tournée en 1970 vers le roman policier, avec Dead in the Morning, où apparaît son héros récurrent, le viril professeur et détective Patrick Grant.
Elle décrit ses personnages avec beaucoup de sensibilité et d'intensité et réussit à mettre en place la tension au bon moment. Certains la comparent à Ruth Rendell, les deux auteurs décrivant très soigneusement les rouages et les motivations de leurs personnages.
En 1999, Yorke remporte le Cartier Diamond Dagger. Les romans de Yorke sont publiés dans la collection Le Masque et dans la Série noire.

## Œuvre

### Romans

#### SériePatrick Grant
- Dead in the Morning (1970) Publié en français sous le titre Pudding mortel, Paris, Liana Levi, 1996 ; réédition, Paris, Seuil, coll. Points no 849, 2001
- Silent Witness (1972) Publié en français sous le titre Meurtres en neige, Paris, Liana Levi, 1997 ; réédition, Paris, Seuil, coll. Points no 927, 2001
- Grave Matters (1973) Publié en français sous le titre Vieilles Dames en péril, Paris, Liana Levi, 1997 ; réédition, Paris, Seuil, coll. Points no 964, 2002
- Mortal Remains (1974) Publié en français sous le titre Le Disparu du "Perséphone", Paris, Liana Levi, 1997
- Cast for Death (1976)

#### Autres romans policiers
- No Medals for the Major (1974)
- The Small Hours of the Morning (1975)
- The Cost of Silence (1977)
- The Point of Murder (1978) Publié en français sous le titre Ne vous y frottez pas !, Paris, Gallimard, Série noire no 1736, 1979
- Death on Account (1979) Publié en français sous le titre Étrange Hold-up, Paris, Librairie des Champs-Élysées, Le Masque no 1646, 1981
- The Scent of Fear (1980)
- The Hand of Death (1981)
- Devil's Work (1982)
- Find Me a Villain (1983) Publié en français sous le titre Trouvez-moi un coupable, Paris, Liana Levi, 1996 ; réédition, Paris, Liana Levi, coll. Piccolo no 31, 2005
- The Smooth Face of Evil (1984)
- Intimate Kill (1985) Publié en français sous le titre Morte et pas fâchée de l'être, Paris, Librairie des Champs-Élysées, Le Masque no 1958, 1989
- Safely to the Grave (1986)
- Evidence to Destroy (1987)
- Speak for the Dead (1988)
- Crime in Question (1989)
- Admit to Murder (1990)
- A Small Deceit (1991)
- Criminal Damage (1992)
- False Pretences (1992) Publié en français sous le titre Emily Frost est revenue, Paris, Liana Levi, 2000
- Dangerous to Know (1993)
- Almost the Truth (1994)
- Serious Intent (1995)
- A Question of Belief (1996)
- Act of Violence (1997)
- False Pretenses (1998)
- The Price of Guilt (1999)
- A Case to Answer (2000)
- Cause for Concern (2001)

#### Autres romans
- Summer Flight (1957)
- Pray, Love, Remember (1958)
- Christopher (1959)
- Deceiving Mirror (1960)
- The China Doll (1961)
- Once a Stranger (1962)
- The Birthday (1963)
- Full Circle (1965)
- No Fury (1967)
- Apricot Bed (1968)
- The Limbo Ladies (1969)

### Nouvelles

#### Recueils de nouvelles
- Pieces of Justice (1994)
- A  Dead Giveway (1995), anthologie en collaboration avec Clare Curzon, Gillian Linscott, Peter Lovesey et Dorothy Simpson.

## Prix
- Cartier Diamond Dagger 1999[1],[2]